# Хайкин, Моисей Семёнович
Моисей Семёнович Хайкин (5 декабря 1921, Москва — 7 декабря 1990, там же) — советский физик, специалист в области электронных явлений и физики низких температур, член-корреспондент АН СССР (1987).

## Биография
Родился 5 декабря 1921 года в Москве семье известного физика и радиоастронома С. Э. Хайкина. Племянник дирижёра Б. Э. Хайкина. В 1947 году окончил МГУ. С 1945 года работал в Институте физических проблем АН СССР. Ученик А. И. Шальникова и И. В. Обреимова. Кандидатскую диссертацию на тему «Измерение поверхностного сопротивления сверхпроводящего олова на частоте 9400 мегагерц» защитил в 1952 году. В 1962 году получил ученую степень доктора физ.-мат. наук. Тема докторской диссертации — «Исследование свойств электронов проводимости металлов на сверхвысоких частотах». Преподавал в МГУ и МФТИ, профессор.
Скончался 7 декабря 1990 года. Похоронен на Донском кладбище (уч. у колумбария 12).

## Семья
Жена — Ирина Петровна Голямина (1924—2015), физик-акустик, научный сотрудник Акустического института АН СССР.

## Научная деятельность
Первые работы посвящены исследованию СВЧ импеданса сверхпроводников. Создал резонаторы СВЧ и высокостабильный генератор на их основе с рекордной для того времени стабильностью. Провел прецизионные исследования циклотронного резонанса в олове, индии, висмуте, свинце, алюминии (1959—1973), обнаружил и исследовал траекторные размерные эффекты отсекания циклотронного резонанса и скачка импеданса при равенстве диаметра орбиты электронов толщине образца (1961).
Обнаружил зависимость перенормировки эффективной массы электронов от температуры из-за электрон-фононного взаимодействия (1970—1973). Открыл магнитные поверхностные уровни, обязанные квантованию движения электронов по орбитам, «скачущим» по поверхности образца при зеркальном отражении (1960).
Обнаружил сверхпроводимость вблизи плоскости двойникования в металлах, в ряде случаев приводящую к значительному повышению температуры сверхпроводящего перехода (1978—1983).
Инициатор работ по сканирующей туннельной микроскопии. Создал первый в стране сканирующий туннельный микроскоп оригинальной конструкции (1985) и применил его для измерения энергетической щели в высокотемпературных сверхпроводниках, её зависимости от состава и технологии ВТСП (1987). Исследовал излучение света при неупругом туннелировании, связанное с возбуждением поверхностных плазмонов в металлах и с переходами в спектрах молекул, помещенных на поверхности образца (1990).

## Награды
Премия им. М. В. Ломоносова (1970) — за работы по обнаружению магнитных поверхностных уровней и их исследованию.